# さくらんぼ (曲)
「さくらんぼ」とは、大塚愛の楽曲で、2枚目のシングルである。2003年12月17日に発売（発売元はavex trax）。なお、本稿では2013年12月4日に音楽配信限定で発売されたセルフカバーバージョン「さくらんぼ-カクテル-」についても記述する。

## 解説
- 前作から3ヶ月ぶりのリリース。表題曲は、TBS系音楽番組『COUNT DOWN TV』の2003年12月度オープニングテーマに起用され、その後、フジテレビ系バラエティ番組『めちゃ²イケてるッ!』の2004年度エンディングテーマにも起用された。
- オリコンチャートにおいては、初登場20位を記録し、自身最高位を更新した。
- 初回生産1万枚のみ本人描き下ろし限定特典絵本付き。DVD付きも同時発売。2005年3月30日に絵本付きで「さくらんぼ -Encore Press-」として限定再発売された（この時CCCDが解除された）。ミュージック・ビデオ監督は大橋洋生。
- 2004年7月19日には「着うた」史上初の100万ダウンロードを達成した楽曲となった[4]。
- 同曲で、2004年12月31日放映のTBSテレビ系列『第46回日本レコード大賞』において、最優秀新人賞を獲得した。
- また同日、『第55回NHK紅白歌合戦』（2004年）へも初出場を果たした。さらに、2005年にはNHKが実施した『第56回NHK紅白歌合戦』の出場者選考アンケート『スキウタ〜紅白みんなでアンケート〜』では紅組3位を記録した[5]。
- この曲で初めて「WO」（現：Oricon Style）の単独インタビュー記事に載った（2003年12月29日号）。
- 当時の日本の音楽界でアッパーな楽曲が流行っていたという背景を参考に制作された[6]。
- 大塚はリリース当時「2作目で売れなければ（この業界で仕事することは）無理だな」と思っていた、と語っている[7]。
- 大塚自身は、果実のサクランボ自体は食べられないほどに嫌いである[8]。
- 2015年3月22日から、西日本旅客鉄道（JR西日本）大阪環状線桜ノ宮駅の発車メロディとして採用されている。大川の桜や駅名の「桜」に因んでいる[9]。
- 高校野球では、応援歌・チャンステーマの吹奏楽として定番曲である。なお大塚自身は「『さくらんぼ』は応援ソングではなく純粋な恋愛ソング。選手の背中を押す高校野球の舞台で演奏されているとは驚きです。でもこの曲はどんどん前に進もうという明るい気持ちを込めているんです。『怖いものなしで突っ走る、行っちゃえ』みたいな処が勢いがつくと好まれているのかもしれませんね」等とコメントしている[10]。
- お笑いコンビのにゃんこスターは、ネタの時この曲を使用する。

## 収録曲
- 全曲 作詞・作曲：愛　編曲：愛×Ikoman

### CD
1. さくらんぼ (3:56)
金管楽器編曲：水江洋一郎
2. 帰り道 (5:03)  
ミックス：寺田仁
3. 桃ノ花ビラ (スタジオ ライブ ver.) (3:59)
ミックス：渡辺秀一
4. さくらんぼ (Instrumental) (3:56)
5. 帰り道 (Instrumental) (5:03）

### DVD
1. さくらんぼ (Music Clip)

## 演奏
さくらんぼ
- 大塚愛：Vocal
- Ikoman：Programming
- 小豆沢 "Azzey" 達郎：Bass
- YOKAN：Trumpet, Brass Arrangement
- 井上昇：Trombone
- 竹上良成：Saxophone

## 収録アルバム
- 『LOVE PUNCH』 (#1,#3)
  - #3は通常音源。
- 『愛 am BEST』 (#1,#3)
  - #3は通常音源。
- 『LOVE is BEST』 (#1)

## さくらんぼ-カクテル-
「さくらんぼ-カクテル-」は、2013年12月4日に音楽配信限定で発売された「さくらんぼ」のセルフカバー（正確にはリメイク）版。編曲は皆川真人。
2013年12月7日に、YouTubeで公開されたトヨタ主催の音楽番組「トヨタ WISH presents 白黒歌合戦」に大塚が出演するにあたって制作された。曲調は「セクシー仕様」と形容される雰囲気に仕上げられている。
2014年3月26日発売のセルフカバーミニアルバム『AIO PUNCH』がCD初収録となる。
2024年7月24日には、YouTubeチャンネル『THE FIRST TAKE』（第459回）に出演し、「さくらんぼ -カクテル-」の一発撮りパフォーマンスを披露。同年8月28日にはこの音源が、「さくらんぼ -カクテル- - from THE FIRST TAKE」としてデジタル配信でリリースされた。

## カバー
- 月見英子（96猫） - アニメ『パリピ孔明』Ver.としてYouTube上で2022年5月26日に公開。
- 天﨑滉平 - 2022年7月27日発売のアルバム『[Re:collection] HIT SONG cover series feat.voice actors 〜00's-10's EDITION〜』に収録。